# Charles Beauclerk (13e duc de Saint-Albans)
Pour les articles homonymes, voir Charles Beauclerk et Beauclerk.
Charles Frederick Aubrey de Vere Beauclerk, 13e duc de St Albans, (16 août 1915 - 8 octobre 1988) est un Officier et pair britannique.

## Jeunesse
Il est le fils d'Aubrey Topham Beauclerk, de son mariage avec Gwendolen Loftus Hughes. Arrière-petit-fils de William Beauclerk (8e duc de Saint-Albans), au milieu des années 1920, il semblait possible qu'il hérite du duché, car l'épouse de son cousin Osborne Beauclerk (12e duc de Saint-Albans), a dépassé l'âge de procréer.
Charles St Albans fait ses études à Hordle House School, au Collège d'Eton et au Magdalene College, Cambridge.

## Carrière
Officier dans l'armée britannique, il atteint le grade de lieutenant-colonel du Corps des renseignements avant l'âge de 30 ans, puis est déployé à l'ambassade britannique à Vienne. Il s'installe à Londres après la naissance de son quatrième fils et rejoint le Central Office of Information. Il prend tour à tour la tête des divisions Film, Radio et Livre. Il hérité du duché de son cousin en 1964, après quoi il quitte le Bureau central de l'information. Il tente de reconstruire la fortune de la famille à travers une série d'entreprises malavisées, qui conduisent à des pertes personnelles massives pour lui-même, et à des accusations de mauvaise gestion des transactions d'actions en relation avec la société Grendon Securities.
En tant que Grand Fauconnier héréditaire d'Angleterre, le duc a un droit ancien à une part annuelle de la venaison de cerfs abattus dans les parcs royaux, qu'il donne à la charité.
Dans les années 1970, St Albans s'installe à Vence en France, avant de devenir résident de Monaco.

## Famille
Il épouse Nathalie Chatham Walker le 21 mars 1938 et ils divorcent en 1947; elle est décédée en 1985; ils ont un enfant:
- Murray Beauclerk (14e duc de St Albans) (né le 19 janvier 1939)

Il épouse Suzanne Marie Adèle Fesq le 19 mars 1947; ils ont quatre enfants:
- Peter Charles de Vere Beauclerk (né le 13 janvier 1948), marié le 17 mai 1972 et divorce en 1978 de Beverly Bailey, et épouse en 1999 Lechima Tsering Dolma Gyalpo, et a :
  - Robin de Vere Beauclerk (24 février 1971 - 10 juin 1973)
  - Angela Grace de Vere Beauclerk (née le 24 décembre 1974), célibataire
  - Tenzin Jinpa de Vere Beauclerk (né en 2005)
  - Tenzin Yontan de Vere Beauclerk (né ca. Janvier 2008)
- James Charles Fesq de Vere Beauclerk (né le 6 février 1949), célibataire
- John William Aubrey de Vere Beauclerk (né le 10 février 1950), marié en 1986 et divorce en 2000 de Caroline Anne Heath, fille de Mme B.Wilkinson, de l'île de Wight, et se remarie en 2000 à Joanna Kolaczinska, et a :
  - Gianni Emrys Beauclerk (né en 1979)
  - Mayasuni Ann Beauclerk (né le 28 avril 1978 à Lima, Pérou), épouse en 2006 l'archiduc Philipp d'Autriche (né en 1962), petit-fils de l'archiduc Maximilian Eugen d'Autriche
  - Kiatsi Sofia Beauclerk (née le 12 octobre 1984), mariée à Norbury le 26 octobre 2013 à David Whittock
  - Annamary Beauclerk (né de la deuxième épouse le 6 mai 1998)
- Lady Caroline Anne de Vere Beauclerk (née le 19 juillet 1951), mariée le 11 juillet 1970 et divorcée en 1986 de Neil St.John Blake (? - 24 août 2016)
- fille mort-née (née le 15 novembre 1963)